# Bannio Anzino
Bannio Anzino (piemontiul: Bani e Ansin) település Olaszországban. Lakosainak száma 454 fő (2023. január 1.). Bannio Anzino Calasca-Castiglione, Ceppo Morelli, Rimella, Carcoforo, Fobello és Vanzone con San Carlo községekkel határos.

## Népesség
A település népességének változása:
| Lakosok száma | 482  | 483  | 454  |
|               | 2017 | 2018 | 2023 |